# Job Larigou
Pour les articles homonymes, voir Combot.
 (septembre 2012).
Si vous disposez d'ouvrages ou d'articles de référence ou si vous connaissez des sites web de qualité traitant du thème abordé ici, merci de compléter l'article en donnant les références utiles à sa vérifiabilité et en les liant à la section « Notes et références ».
Job Larigou, nom de scène de Georges Combot, né le 6 mars 1928 à Saint-Pierre-Quilbignon, et décédé le 24 février 2009 à Loperhet, est un humoriste français. 

## Biographie
Job Larigou se forme à la dure école du cabaret au sein de la troupe « Les comédiens chantants » où il imite entre autres Aznavour et Charles Trenet. C'est par la suite qu'il crée le personnage du « Paysan de Kerlouan » et se fait remarquer par un producteur au Stivel, un cabaret de Guilers tenu par le chanteur Robert Joubin, avec des sketchs comme La lettre à Soize, Le rugby de Paris, Lettre à la sécurité sociale. C'est ainsi qu'il sortira en 1975 Histoire de rire... sur le label Gelarmor. Cet album connaîtra un franc succès. Au summum de sa renommée il se fait embaucher par Pathé Marconi et monte à Paris. Son succès dure cinq années, puis il retombe peu à peu dans l'anonymat.
Job Larigou est décédé dans la nuit de lundi à mardi du 25 février 2009, neuf jours avant son 81e anniversaire.

## Sketches
- «La lettre à Soize»
- «Le match de rugeby»
- «Lettre à la Sécurité sociale»
- «L'éclipse de soleil»
- «Cyrano»
- «Les Deux Commères»
- «Les sports d'Hiver»
- «La boxe»
- «La charrette»
- «L'autostop»
- «Le docteur Rasurel»
- «Les vacances»
- «Le mur»

## Discographie
- 1975 : Histoire de rire, Gelarmor (réédition Coop Breizh 2011)
- 1975 : Éclats de rire, Emi
- 1976 : Éclats de rire vol. 2, Emi